# Jeffrey R. Holland

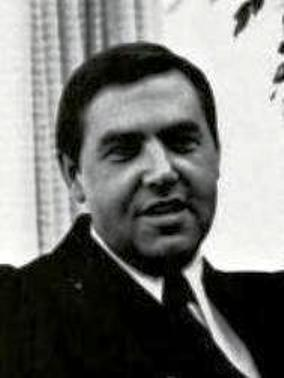
Jeffrey R. Holland (1977)

Jeffrey Roy Holland (* 3. Dezember 1940 in St. George, Utah) ist ein Apostel der Kirche Jesu Christi der Heiligen der Letzten Tage und seit 1994 Mitglied des Kollegiums der Zwölf Apostel.

## Leben
Holland besuchte die Dixie High School und das Dixie College in St. George, Utah. Anschließend nahm er seine Missionstätigkeit im Vereinigten Königreich auf. Präsident der dortigen Mission war Marion D. Hanks. Die während seiner Zeit im Vereinigten Königreich gemachten Erfahrungen hinterließen in ihm einen tiefen Eindruck. Nachdem er ursprünglich den Wunsch hatte, Arzt zu werden, entschloss sich Holland Religionslehrer zu werden. Nach seiner Rückkehr heiratete Holland am 7. Juni 1963 Patricia Terry, die er bereits in der High School kennengelernt hatte, im St. George Temple. Aus der Ehe gingen drei Kinder hervor. Holland studierte an der Brigham Young University in Provo, Utah, wo er einen Bachelor und einen Master erhielt. Während er 1966 an seiner Masterarbeit schrieb, bekam er die Gelegenheit, erstmals in Teilzeit Religion an der Universität zu unterrichten. Nach Beendigung seines Studiums wurde er als Lehrer für das Church Educational System angestellt. Seine erste Anstellung führte ihn nach Hayward, Kalifornien an das dortige Institutsprogramm. Ein Jahr später wurde er Direktor des Institutsprogramms in Seattle, Washington. 1970 zog Holland mit seiner Familie nach New Haven, Connecticut, um dort an der Yale University zu studieren. Dort erhielt er einen weiteren Master, diesmal in Amerikanistik, sowie einen Ph.D. ebenfalls in Amerikanistik. Während seiner Zeit in New Haven wurde er in der dortigen Gemeinde kirchlich aktiv. 1974 wurde er Dean des College of Religious Education der Brigham Young University. Zwei Jahre später wurde er zum Church Commissioner of Education ernannt. 1980 wurde er Präsident der Brigham Young University. Dies blieb er bis 1989, als er am 1. April in das Erste Kollegium der Siebzig berufen wurde. Am 23. Juni 1994 wurde er zum Apostel der Kirche Jesu Christi der Heiligen der Letzten Tage berufen und trat damit in das Kollegium der Zwölf Apostel ein.
Holland veröffentlichte eine Reihe von Büchern, teilweise unterstützt von seiner Frau als Koautorin.